# Chiesa di Santa Maria Immacolata (Lugano)
La chiesa di Santa Maria Immacolata è un edificio religioso neoclassico che si trova in via Pietro Peri, nel centro storico di Lugano Centro.

## Storia
L'origine della chiesa è medievale: l'edificio, alcune tracce del quale sono ancora visibili, faceva parte dell'antico monastero detto di Santa Caterina o "De Verla de Supra", il quale risultava già essere esistente alla metà del XIII secolo.
Originariamente gestito dagli umiliati, nel 1616 il monastero passò alle cure di suore benedettine.
Dopo esser stata edificata negli anni 1330-1334, la chiesa di Santa Caterina venne completamente rifatta nel 1460.
Durante il periodo di attività del monastero, la chiesa era suddivisa in una parte interna, riservata alle suore di clausura, e una parte esterna, accessibile da parte del popolo.
Nel 1848 avvenne la soppressione del monastero, che venne dapprima secolarizzato dal Cantone e poi acquistato dall'ingegner Pasquale Lucchini, il quale effettuò una riconversione del complesso in un nucleo abitativo.
L'anno successivo, la chiesa dell'ex-monastero fu rivenduta alla "Confraternita dell'Immacolata", alla quale nel 1843 lo stesso Cantone aveva confiscato la chiesa dell'Immacolata al Sole (già detta di San Geminiano) per la costruzione del Palazzo del Municipio.
Su commissione della suddetta confraternita, nel 1860 Francesco Antonio Aglio (o Allio) rielaborò la vecchia chiesa di Santa Caterina, incorporandovi anche alcune decorazioni della chiesa dell'Immacolata al Sole, a sua volta distrutta nel 1843 per far posto al Palazzo del Municipio che venne edificato tra il 1844 e il 1852.
Nel biennio 1917-1918 fu realizzata l'attuale facciata, opera di Bernardo Ramelli.
Nel 1974, una parte del chiostro del vecchio monastero fu demolita.
Interventi di restauro conservativo si registrarono negli anni 1980 e nel primo quindicennio del XXI secolo.

## Descrizione

### Esterni
Un frontone triangolare domina la facciata della chiesa, in stile eclettico.
Decorata da lesene binate, la facciata è aperta da una grande finestra termale, terminante in un portale sormontato da una lunetta semiellittica.
La finestra termale, così come le finestre situate lungo le pareti laterali della chiesa, racchiude vetrate istoriate, realizzate negli anni 1960-1963 dall'artista zurighese Willy Kaufmann.
Il campanile, che dal 1852 ospita due campane provenienti dalla demolita chiesa dell'Immacolata al Sole, è dominato da una banderuola recante la sigla "SC", a testimonianza della precedente dedicazione del luogo di culto a Santa Caterina. Il campanile faceva infatti già parte della vecchia chiesa di Santa Caterina. L'attuale intitolazione della chiesa è invece identificabile sulla facciata, all'interno di un'iscrizione posizionata tra la lunetta del portale e la finestra termale.

### Interni
La chiesa presenta un impianto a navata unica, con volta a vela, aperta da due cappelle laterali e terminante in un'abside semicircolare.
Una balaustra Settecentesca con marmi recuperati dalla vecchia chiesa di Santa Caterina introduce al presbiterio, dotato di pavimento in pietra di Saltrio e broccato di Arzo.
L'area presbiteriale è dominata dall'altare maggiore in marmi policromi (1801), realizzato dall'arzese Nazaro Fossati su progetto di Giovanni Sartoris e recuperato dalla vecchia chiesa dell'Immacolata al Sole. Dalla stessa chiesa proviene la statua lignea che, al centro dello stesso altare, raffigura la Madonna Immacolata, opera scolpita nel 1709 dal bellagino Andrea Albiolo.
Il presbiterio è inoltre coperto da una cupola a tamburo, recante cassettoni affrescati a grisaille, al centro della quale è stuccata una colomba simboleggiante lo Spirito Santo.
Sul lato destro del presbiterio si trova una Adorazione del Bambino col beato Luigi Gonzaga e i Santi Caterina, Carlo e Benedetto, enorme tela dipinta da Isidoro Bianchi agl'inizi degli anni 1640, già pala d'altare della vecchia chiesa di Santa Caterina. Seicentesco è anche il Crocifisso in legno collocato nei pressi dell'altare maggiore. A un'epoca più tarda risale invece il dipinto L'Immacolata tra angeli, realizzato da uno sconosciuto autore lombardo (forse Bernardino Mercoli) e collocato sul lato sinistro del presbiterio. Più recenti sono i quadri situati nell'abside: un Papa Clemente XIV (1781), di Vincenzo Milione; una Santa Maria Maddalena in penitenza (metà Settecento), della scuola di Giuseppe Antonio Petrini; e un San Biagio di Sebaste (1860), del pittore locale Giovanni Battista Sertorio.
Pietro Tamò è invece l'autore delle pale d'altare delle cappelle laterali, realizzate nel 1949 e raffiguranti, rispettivamente, un Sacro cuore di Gesù (copia di un'analoga opera di Corrado Mezzana) e un San Giuseppe col Bambino. Nella cappella di San Giuseppe trova posto anche un'altra rappresentazione pittorica di Santa Caterina, realizzata verso la metà del Seicento da allievi della scuola di Giacomo e Giovanni Andrea Casella. Alla bottega del Petrini è invece attribuita una rappresentazione pittorica di San Francesco d'Assisi (metà Settecento), conservata nella cappella del Sacro Cuore.
Lungo le pareti della chiesa sono inoltre dislocate le quattordici stazioni di una Via Crucis di Ernesto Pirovano (1901-1972), realizzata nel 1961 per la Chiesa di Santo Stefano a Tesserete e successivamente spostata nella chiesa luganese di Santa Maria Immacolata.

#### Organo a canne
In controfacciata si trova l'organo a canne Mascioni opus 346, costruito nel 1922 e restaurato nel 2014. A trasmissione pneumatico-tubolare, ha due tastiere di 58 note ciascuna ed una pedaliera di 27, e dispone di 11 registri.